# Szczetkostopek dębowy

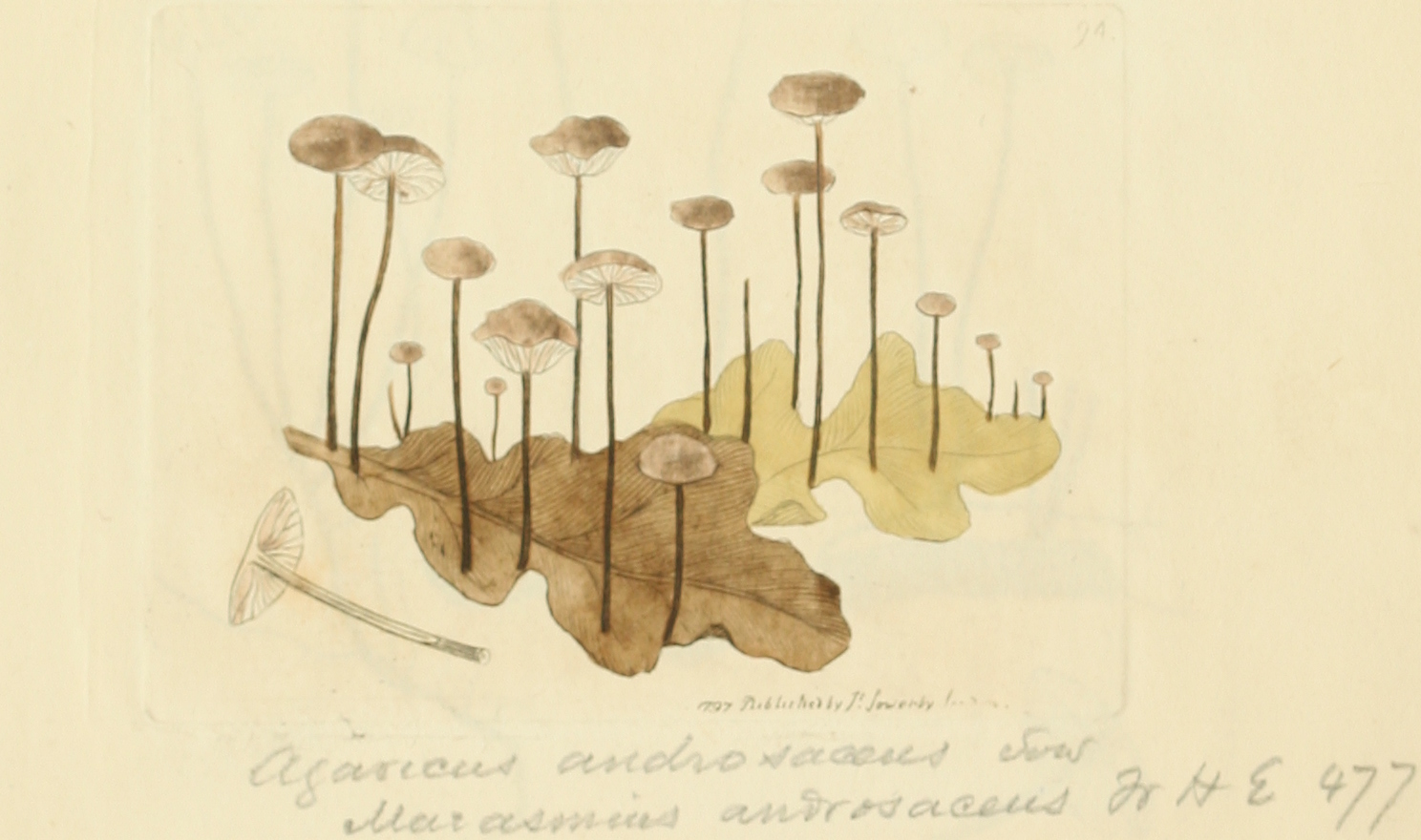

Szczetkostopek dębowy, twardzioszek dębowy (Collybiopsis quercophila (Pouzar) R.H. Petersen) – gatunek grzybów należący do rodziny Omphalotaceae.

## Systematyka i nazewnictwo
Pozycja w klasyfikacji według Index Fungorum: Collybiopsis, Omphalotaceae, Agaricales, Agaricomycetidae, Agaricomycetes, Agaricomycotina, Basidiomycota, Fungi.
Po raz pierwszy opisał go w 1982 r. Zdeněk Pouzar, nadając mu nazwę Marasmius quercophilus. W 2008 r. Vladimír Antonín i Machiel Evert Noordeloos przenieśli go do rodzaju Collybiopsis, ale nie było to zgodne z międzynarodowym kodeksem nomenklatury botanicznej. Zgodną z tym kodeksem nazwę nadał R.H. Petersen w 2021 r. Niektóre synonimy:
- Gymnopus quercophilus (Pouzar) Antonín & Noordel 2008
- Marasmiellus quercophilus (Pouzar) J.S. Oliveira 1982
- Setulipes quercophilus (Pouzar) Antonín 1987

W 2003 r. Władysław Wojewoda zaproponował polską nazwę szczetkostopek dębowy dla naukowej nazwy Setulipes quercophilus. Internetowy atlas grzybów podaje także nazwę twardzioszek dębowy (dla synonimu Marasmiellus quercophilus). Obydwie polskie nazwy są niespójne z aktualną nazwą naukową.

## Morfologia
Kapelusz
Średnica 2–5 mm, kształt początkowo wypukły z podwiniętym brzegiem, z wiekiem płasko rozpostarty z prostym brzegiem, często promieniście bruzdowanym, na koniec czasami z wgłębieniem na środku. Powierzchnia delikatnie oprószona, prążkowana, pomarszczona do dwóch trzecich odległości od brzegu do środka, na środku jasnobrązowa, na brzegu jaśniejsza, kremowopłowa.
Blaszki
Przyrośnięte, dość rzadkie, średniej szerokości, białawe, z 1-2 rzędami blaszeczek.
Trzon
Wysokość 10–25 mm, grubość poniżej 1 mm, włoskowaty, walcowaty, równy, czasem wygięty. Powierzchnia na wierzchołku blada do blado winnobrązowej, słabo oprószona, w innych miejscach naga, czerwonawobrązowa do ciemnobrązowej. Z podstawy na podłożu liściastym czasami wyrastają rozproszone sznury grzybniowe. Trzon, podobnie jak u twardzioszków (Marasmius), po wyschnięciu jest w stanie ponownie nawodnić się i powrócić do pierwotnego rozmiaru i kształtu.
Cechy mikroskopowe
Bazydiospory 7,2 – 7,9 × 3,7 – 4,0 µm, Q = 1,79 – 2,12. Występują kalafiorowato rozgałęzione cystydy. Skórka kapelusza zbudowana ze strzępek z palczastymi kołkami strzepkowymi, pomiędzy którymi są także liczne, wrzecionowate cystydy. Kaulocystyd brak, cheilocystydy baryłkowate o spiczastych końcach.
Gatunki podobne
Charakterystycznymi cechami makroskopowymi szczetkostopka dębowego są blady, prążkowany i delikatnie oprószony kapelusz z brązowawym środkiem, rzadkie blaszki, przeważnie ciemnobrązowy, gładki, włosowaty trzon i brak charakterystycznego zapachu.

## Występowanie i siedlisko
Znany jest głównie w Europie, poza nią podano jego występowanie tylko na pojedynczych, izolowanych stanowiskach w Ameryce Północnej i Południowej. W Polsce W. Wojewoda w 2003 r. przytoczył kilkanaście stanowisk, w późniejszych latach podano wiele następnych (w obydwu źródłach dla synonimu Setulipes quercophilus). Aktualne stanowiska podaje także internetowy atlas grzybów. Znajduje się w nim na liście gatunków zagrożonych i wartych objęcia ochroną.
Saprotrof występujący w różnego typu lasach na opadłych liściach. Owocniki samotnie lub stadnie na gnijących liściach twardego drewna, zwłaszcza różnych gatunków dębu (Quercus) i Lithocarpus densiflora, zwykle po jesiennych deszczach.